# Даниленко, Сергей Александрович (биатлонист)
Сергей Александрович Даниленко (8 апреля 1984) — российский биатлонист, чемпион и призёр чемпионата России по биатлону, чемпион и призёр чемпионата мира по летнему биатлону среди юниоров. Мастер спорта России.

## Биография
На внутренних соревнованиях представлял Республику Удмуртия и СДЮСШОР г. Ижевска.

### Юниорская карьера
В 2004 году на чемпионате мира среди юниоров по летнему биатлону в Осрбли стал бронзовым призёром в масс-старте, а также был четвёртым в эстафете, 34-м — в спринте и 24-м — в гонке преследования. В 2005 году на летнем чемпионате в Муонио стал чемпионом мира среди юниоров в эстафете, серебряным призёром в спринте, бронзовым — в пасьюте и масс-старте.
В зимнем биатлоне в 2005 году принимал участие в чемпионате мира среди юниоров в Контиолахти, занял четвёртые места в эстафете и индивидуальной гонке, был пятым в спринте и 12-м — в пасьюте.

### Взрослая карьера
Участвовал в двух чемпионатах мира по летнему биатлону. На чемпионате 2008 года в От-Морьене был 21-м в спринте и 28-м — в гонке преследования, а на чемпионате 2010 года в Душники-Здруй занял 19-е место в спринте и 20-е — в пасьюте.
Становился призёром этапа летнего Кубка IBU (Отепя, 2008).
На национальном уровне становился призёром этапов Кубка России по летнему биатлону, победителем всероссийских отборочных соревнований.
В зимнем биатлоне в 2011 году в составе команды Удмуртии стал чемпионом России в командной гонке, серебряным призёром в эстафете и смешанной эстафете, бронзовым призёром в гонке патрулей. В 2007 году — бронзовый призёр чемпионата страны в эстафете.
Завершил спортивную карьеру в начале 2010-х годов.
По состоянию на 2016 год — исполнительный директор ООО «Развитие» (г. Ижевск). В 2016 году избран депутатом Совета муниципального образования «Балезинский район» от партии ЛДПР.
Окончил Ижевский филиал Нижегородской академии МВД РФ (2007) и Удмуртский государственный университет (2012).